# 白河街道
白河街道（しらかわかいどう）は、陸奥国の会津若松と同国の白河を結ぶ街道である。会津若松と奥州街道を結んでいた。会津東街道（あいづひがしかいどう）とも称した。会津五街道のひとつ。
現在の福島県会津地方と中通り地方南部を結ぶ。また、現代の交通路では、国道294号に相当する。新潟などの地域と江戸を結ぶ街道としても利用され、脇街道にもあげられる。道中には滝沢本陣があった。越後街道などと並び、新発田藩と村上藩の参勤交代に利用された。

## 歴史
1545年、蘆名氏によって勢至堂峠経由の街道が開かれる。その後、加藤嘉明は従前の背炙山を経由する街道を滝沢峠経由に改修した。豊臣秀吉が奥州仕置の際に利用したほか、蒲生氏郷も本街道で会津入りをした。

## 宿場

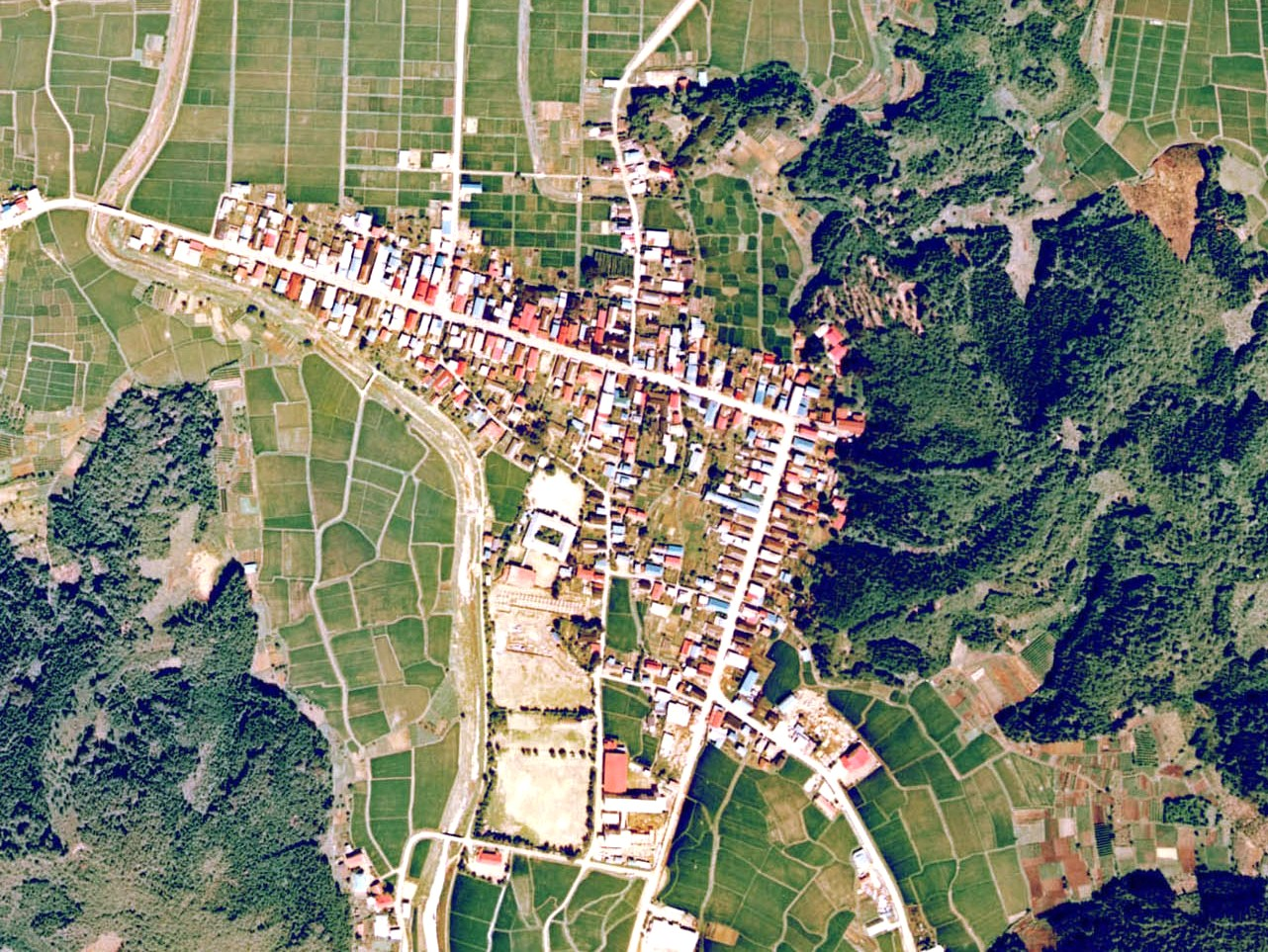
福良宿の空中写真
見事な直角を描く福良宿の白河街道。
（1976年撮影）

- 会津若松 (福島県会津若松市)
- 金堀宿 (福島県会津若松市)
- 赤井宿 (福島県会津若松市)
- 原宿 (福島県会津若松市)
- 赤津宿 (福島県郡山市)
- 福良宿 (福島県郡山市)
- 三代宿 (福島県郡山市)
- 勢至堂宿 (福島県須賀川市)
- 長沼宿 (福島県須賀川市)
- 江花宿 (福島県須賀川市)
- 牧の内宿 (福島県岩瀬郡天栄村)
- 上小屋宿 (福島県白河市)
- 飯土用宿 (福島県白河市)
- 白河 (福島県白河市)

### その他
- 沓掛峠付近までは、二本松街道の上街道と経路を共有していた。

## 主な峠
- 滝沢峠
- 沓掛峠
- 黒森峠
- 勢至堂峠